# Poliisopreno

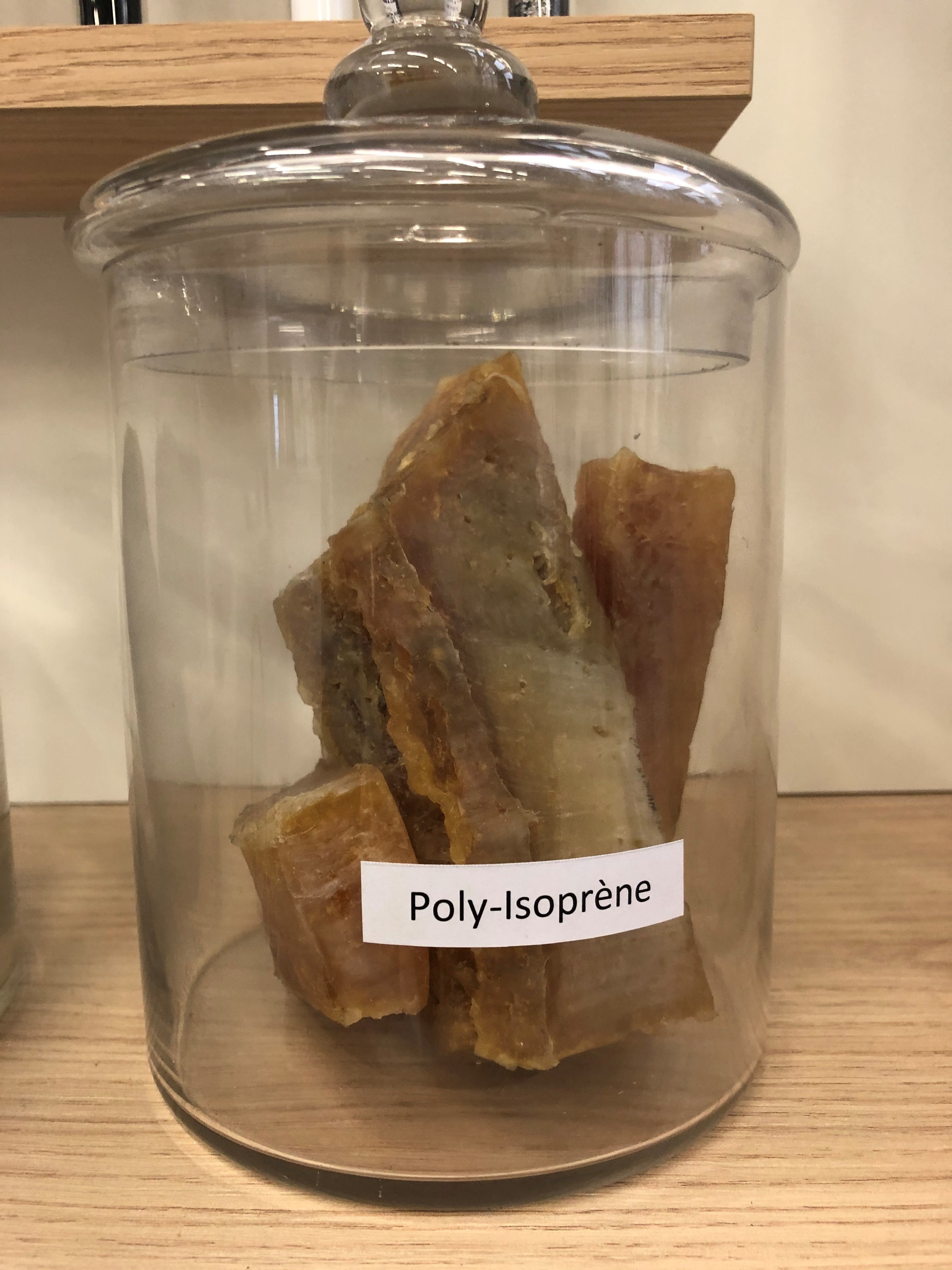
Piezas de poliisopreno en el centro de investigación e innovación de Hutchinson en Francia.

Poliisopreno es un nombre colectivo para los polímeros que se producen por polimerización de isopreno. El cis -1,4-poliisopreno, que también se llama caucho de isopreno, es un ingrediente principal del caucho natural. El trans-1,4-poliisopreno es un ingrediente importante de la gutapercha. La producción mundial anual de poliisopreno fue de 13 megatoneladas en 2007.

## Propiedades

Cuatro isómeros de poliisopreno

En principio, la polimerización del isopreno puede dar como resultado cuatro isómeros diferentes. La cantidad relativa de cada isómero en el polímero depende del mecanismo de la reacción de polimerización.
La polimerización de la cadena aniónica, que es iniciada por n-butil-litio, produce poliisopreno dominante cis-1,4-poliisopreno. El 90-92% de las unidades repetidas son cis -1,4-, 2-3% trans -1,4- y 6-7% 3,4-unidades.
Polimerización en cadena coordinada: Con el catalizador de Ziegler – Natta TiCl4/Al (i-C4H9)3, se forma un cis-1,4-poliisopreno más puro similar al caucho natural. Con catalizador de Ziegler-Natta VCl3 /Al (i-C4H9)3, poliisopreno -dominante trans se forma.
El poliisopreno dominante 1,2 y 3,4 se produce como catalizador de MoO2Cl2 soportado por ligando de fósforo y co-catalizador de Al (OPhCH3) (i-Bu)2.

## Uso
La gutapercha natural y los trans-1,4-poliisoprenos sintetizados se utilizan para pelotas de golf. El caucho natural y el cis-1,4-poliisopreno sintetizado se utilizan para elastómero.
Los condones de poliisopreno son una alternativa a los condones de látex tradicionales.